# Dinastia hethumiana
La dinastia hethumiana fou la dinastia que va governar primer a Lampron (amb branques a Barberon i Korikos) i després al Regne Armeni de Cilícia des del 1226 per l'enllaç de Hethum, hereu de Barberon i Korikos amb Isabel d'Armènia Menor, l'hereva de la dinastia rubènida. Va ser substituïda per la dinastia Lusignan el 1341.
La dinastia es va originar a Lampron (Nimrun), castell que dominava l'alta vall del riu Tars. Va tenir els següents governants:

## Senyors de Lampron
- Hethum I mort vers 1071
- Oshin I vers 1071-1110
- Hethum II 1110-1143
- Reparteix els seus dominis entre Oshin II (a Lampron) i Simbaci a [Barberon]
- Oshin II 1143-1170
- Hethum III 1170-1218
- Constantí I 1218-1250
- Heretat per Lleó III d'Armènia Menor, casat amb una filla d'Hethum (+1250) i neta de Constantí I

## Senyors de Barberon
- Simbaci 1143-1153
- Bakuran 1153-1199
- Vasaces 1199-?
- Constantí I ?-1263, adquireix Korikos
- Hethum I es casa amb Isabel d'Armènia Menor i esdevé rei. El segon fill Oshin rep la senyoria de Korikos. Obre la línia hethumida o hethumiana d'Armènia Menor

## Senyors de Korikos
- Oshin I 1263-1264
- Constantí I 1263-1280
- Hethum I l'historiador 1280-1314
- Oshin II 1314-1329
- L'hereta Constantí IV d'Armènia Menor pel seu matrimoni amb una germana d'Oshin II

## Línia reial (senyors de Barberon, reis d'Armènia)
- Hethum I 1226-1269
- Lleó III 1269-1289
- Hethum II 1289-1294
- Toros III 1294-1296
- Simbaci 1296-1299
- Hethum II (segona vegada) 1299-1301
- Lleó IV 1301-1308
- Oshin 1308-1320
- Lleó V 1320-1341
- Dinastia Lusignan 1341 a 1373

## Genealogia

### Branca major de Lampron
```
Hethum I († vers 1071), senyor de Lampron
│
└──> Oshin I († 1110), senyor de Lampron
X una filla d'Aboulgharib, príncep Ardzrouni
│
└──> Hethum II († 1143), senyor de Lampron
│
├──> Oshin II (1125 † 1170), senyor de Lampron
│ X Schahandukht Pahlavouni
│ │
│ └──> Hethum III (1151 † 1218), senyor de Lampron
│ X-1) filla de 
Toros II
 d'Armènia Menor,
│ X-2) desconeguda
│ │
│ ├2:> Constantí (1180 † 1250), senyor de Lampron
│ │ X Estefania de Barberon
│ │ │
│ │ ├──> Hethum (1220 † 1250)
│ │ │ X Esquiva de Poitiers, filla de 
Raimon Rupen d'Antioquia

│ │ │ │
│ │ │ ├──> Kirana († 1285)
│ │ │ │ X 
Lleó III d'Armènia Menor

│ │ │ └──> Alix
│ │ │ X Balian d'Ibelin (1240 † 1302)
│ │ │
│ │ └──> Alix de Lampron
│ │ X Oshin, senyor de Korikos
│ │
│ └2:> Alícia o Alix de Lampron († 1220)
│ X Constantí de Barberon 
```

### Branca de Barberon
```
└──> Simbaci († 1153), senyor de Barberon
│
├──> Bakuran († 1199), senyor de Barberon
│
├──> Vasaces († després de 1199), senyor de Barberon
│ │
│ └──> Constantí de Barberon (1180 † 1263), senyor de Barberon i de Korikos
│ X1) Desconeguda
│ X2) Alícia o Alix de Lampron († 1220)
│ │
│ ├─1> Estefania de Barberon
│ │ X) Constantí senyor de Lampron
│ │
│ ├─2> Maria de Barberon († 1263)
│ │ X Joan d'Ibelin († 1266)
│ │
│ ├─2> Estefania de Barberon (1220 † 1249)
│ │ X) 
Enric I de Xipre
```

### Branca reial
```
│ │
│ ├─2> 
Hethum I
 (1215 † 1270)
│ │ X 
Isabel d'Armènia Menor
, filla de 
Lleó II d'Armènia Menor
, rei d'Armènia
│ │ │
│ │ ├──> 
Lleó III d'Armènia Menor
 († 1289), rei d'Armènia Menor
│ │ │ X Kirana de Lampron († 1285)
│ │ │ │
│ │ │ ├──> 
Hethum II
 (1266 † 1307), rei d'Armènia Menor
│ │ │ │ X Helvis, filla d'
Hug III de Xipre
, rei de Xipre
│ │ │ │
│ │ │ ├──> 
Toros III
 (1271 † 1298), príncep de Barberon, rei d'Armènia Menor
│ │ │ │ X Margarita, filla d'
Hug III de Xipre
, rei de Xipre
│ │ │ │ │
│ │ │ │ └──> 
Lleó IV d'Armènia Menor
 (1289 † 1307), rei d'Armènia Menor
│ │ │ │ X Maria de Lusignan, filla d'
Amalric II de Xipre

│ │ │ │ i d'Isabel d'Armènia Menor
│ │ │ │
│ │ │ ├──> 
Simbaci
 († 1311), rei d'Armènia Menor
│ │ │ │
│ │ │ ├──> 
Oshin
 (1282 † 1320), rei d'Armènia Menor
│ │ │ │ X1) Isabel de Korikos († 1310)
│ │ │ │ X2) Isabel de Lusignan († 1319), filla d'
Hug III de Xipre

│ │ │ │ X3) 1320 Joana d'Anjou († 1327), filla de 
Felip de Tàrent

│ │ │ │ │
│ │ │ │ └1:> 
Lleó V d'Armènia menor
 (†1341), rei d'Armènia Menor
│ │ │ │ X1) Alícia de Korikos
│ │ │ │ X2) Constança d'Aragó
│ │ │ │
│ │ │ ├──> Rupen († 1310), príncep de Lampron
│ │ │ │
│ │ │ ├──> Isabel d'Armènia
│ │ │ │ X 
Amalric II de Xipre
, 
│ │ │ │
│ │ │ └──> Rita d'Armènia
│ │ │ X 
Miquel IX Paleòleg

│ │ │
│ │ ├──> Sibil·la († 1290)
│ │ │ X 
Bohemon VI d'Antioquia

│ │ │
│ │ ├──> Eufèmia († 1309)
│ │ │ X 
Julià Grenier
, comte de 
Sidó
 († 1275)
│ │ │
│ │ └──> Maria († 1310)
│ │ X 
1266 Guiu d'Ibelin
 († 1289)
```

### Branca de Korikos
```
│ │
│ ├─2> Oshin I († 1264), senyor de Korikos
│ │ X Alícia o Alix de Lampron
│ │ │
│ │ ├──> Constantí I († 1280), senyor de Korikos
│ │ │
│ │ └──> Hethum 
el historiador
 († 1314), senyor de Korikos
│ │ X Isabel d'Ibelin, filla de Guiu d'Ibelin
│ │ │
│ │ ├──> Isabel de Korikos
│ │ │ X 
Oshin
, rei d'Armènia Menor
│ │ │
│ │ ├──> Constantí II († 1329), senyor de Lampron
│ │ │
│ │ └──> Oshin II († 1329), senyor de Korikos
│ │ X1) 1311 Margarita d'Ibelin, filla de Balian d'Ibelin
│ │ X2) 1320 Joana d'Anjou († 1327), filla de 
Felip de Tàrent
, 
│ │ │vídua d'
Oshin
, rei d'Armènia Menor
│ │ │
│ │ ├──> Alícia de Korikos († 1329)
│ │ │ X 
Lleó V
, rei d'Armènia Menor
│ │ │
│ │ └──> Maria de Korikos († 1365)
│ │ X 
Constantí IV
 rei d'Armènia Menor
```

### Branca de Neghir
```
│ │
│ └─2> Constantí, senyor de Neghir
│ X Isabel de Lusignan, filla d'
Hug III de Xipre

│ │
│ ├──> Hethum
│ │ │
│ │ └──> 
Constantí V
 († 1373), rei d'Armènia Menor
│ │
│ └──> Balduí
│ │
│ └──> 
Constantí IV
 († 1363), rei d'Armènia Menor
│ X Maria de Korikos
│
└──> Rita de Barberon
X 
Esteve d'Armènia Menor
```